# QTK-Kreis
Der Qualitäts-Termin-Kosten-Kreis (kurz: QTK-Kreis) ist ein fallunabhängiges Gedankenmodell für das Zusammenwirken aller Tätigkeiten in den Erstellungs- und Nutzungsphasen eines Endproduktes, es wurde 1986 entwickelt vom Qualitätsexperten Walter Geiger. Der QTK-Kreis setzt sich aus den Elementen Qualität, Termin und Kosten zusammen.

## Beschreibung
Das Modell besteht aus drei Kreisen. Der äußerste Kreis („Q“) ist der Kreis, welcher sich auf die qualitätsbezogenen Tätigkeiten bezieht. Der mittlere Kreis („T“) ist der Kreis der terminbezogenen Tätigkeiten. Der innerste Kreis („K“) stellt den Kreis der kostenbezogenen Tätigkeiten dar. Die einzelnen Kreise führen das Qualitäts-, Termin- bzw. Kostenmanagement durch. Die drei Aspekte Qualität, Zeit und Kosten müssen bei jeder Tätigkeit berücksichtigt werden, da es zu jeder Zeit auf zufriedenstellende Qualität, Terminerfüllung sowie günstige Kosten ankommt. Dies gilt für jede Art von Handlungen, ob einfach oder komplex, maschinell oder handgefertigt. Das Endprodukt (auch: Angebotsprodukt), auf welches sich der QTK-Kreis bezieht, kann sowohl materiell als auch immateriell sein.
Mit dem Kreis wird die gesamte Lebensdauer eines Produkts betrachtet, jedoch nicht seine Entsorgung. Diese stellt eine Sonderaufgabe dar. Unabhängig davon, ob sich die Anforderungen an das Endprodukt ändern oder die Fähigkeiten der Organisation diese zu erfüllen, gilt der QTK-Kreis. Allerdings muss beachtet werden, dass der QTK-Kreis unabhängig von der Weiterentwicklung der Forderungen gültig ist. Das bedeutet, dass sich die Qualitätsforderung in der Praxis nicht zwangsläufig mit dem technischen Fortschritt weiterentwickelt. Es kommt also nicht zu einer „Qualitätsspirale“, welche die Forderungen auf ein immer höheres Niveau hinaufschraubt.
Der QTK-Kreis bezieht sich auf alle die Organisationen, die in jeglicher Weise zum Produkt beitragen. Sei es eine Entwicklungsfirma, ein produzierendes Unternehmen, eine Bank, ein Krankenhaus, ein Versicherungsunternehmen usw. Hierbei ist nochmals zu erwähnen, dass sich der QTK-Kreis nicht nur auf eine einzelne Organisation beschränken muss, sondern beispielsweise auch  die Bank mit dem Versicherungsunternehmen zusammenarbeiten kann. Somit kann nicht eine einzelne Abteilung den kompletten QTK-Kreis umsetzen. Es ist jedoch nicht von Bedeutung, ob das Angebotsprodukt von einer Organisation oder von einer Einzelperson genutzt wird.

### Walter Geiger
Walter Geiger (1921–2017), welcher das Gedankenmodell des QTK-Kreises im Jahre 1986 entwickelt hat, war ein deutscher Experte für Qualität. Er studierte Allgemeine Elektrotechnik und anschließend an der TU München Hochfrequenz- und Fernmeldetechnik. An der TU München promovierte er im Jahre 1961. Bis 1981 war Walter Geiger in verschiedenen, meist qualitätsbezogenen Führungspositionen in der Wirtschaft tätig. Er war seit 1982 für das Spezialgebiet Qualitätsmanagement als beratender Ingenieur tätig. Geiger vereinheitlichte nationale und internationale Verfahren und Begriffe im Gebiet des Qualitätsmanagements. Des Weiteren hielt er an der Universität Hannover Vorlesungen zum Fachgebiet Qualitätslehre. Außerdem verfasste er als Autor Fachbücher.

## Ablaufphasen
Der QTK-Kreis wird in verschiedene Phasen eingeteilt: Planung, Realisierung, Nutzung und Prüfung. Die jeweiligen Kreise einer Phase laufen alle parallel ab. Deshalb ist es wichtig, dass die drei Komponenten Q, T und K gleichrangig zu behandeln sind. Häufig zeigt sich jedoch in der Praxis, dass der Schwerpunkt in den einzelnen Phasen meist auf einer der drei Komponenten liegt. Dennoch sind die Kreise prinzipiell gleichrangig.
Die Phase der Leistungserstellung beschreibt die untere Hälfte des QTK-Kreises. Sie beinhaltet zum einen die Planung sowie die Realisierung des Endprodukts.  Die obere Hälfte des Kreises beschreibt die Ablaufphase während der Nutzung der Leistung bis hin zu ihrem Existenzende. Die verschiedenen Phasen (Planung, Realisierung und Nutzung) laufen stets nacheinander im Uhrzeigersinn ab.
Der äußerste (gestrichelte) Rahmen des Schaubildes beschreibt, dass eine QTK-Prüfung mit Prüfungsqualität zu jeder Zeit in allen Phasen des Kreises stattfindet.

### Bezeichnung der Ablaufphasen als Elemente
Da eine Phase aus vielen unterteilbaren einzelnen Tätigkeiten besteht, kann jede Phase auch als Element zusammengefasster Tätigkeiten beschrieben werden.
- QM-Element: Die Aufgabe des qualitätsbezogenen Ablaufelements einer Tätigkeit ist es, die Qualitätsanforderungen an das Angebotsprodukt zu erfüllen.

- TM-Element: Die Aufgabe des terminbezogenen Ablaufelements der auf termingerechte Lieferung zielenden Tätigkeit ist es, die Terminanforderung der Tätigkeit zu erfüllen, sodass das Angebotsprodukt termingerecht an den Abnehmer ausgeliefert werden kann. (Das TM-Element ist das immaterielle Produkt „verwirklichter Zeitgestaltung“ in der Realisierungsphase.)

- KM-Element: Die Aufgabe der Ablaufelemente der kostenbezogenen Tätigkeiten ist es, die Kostenanforderungen zu erfüllen, damit die Kosten nicht zu hoch werden, die Gesamtkosten decken sowie zusätzlich einen Ertrag erbringen.[3]

### Die Planungsphase
Da vom Angebotsprodukt eine bestimmte Qualität gefordert ist, ist es wichtig, dass bereits die Planung der Tätigkeit eine hohe Qualität besitzt. Dies wird auch Planungsqualität genannt. Die Realisierungsmöglichkeiten spielen für die Planungsqualität eine große Rolle. Es wird häufig vergessen, dass es in der Realität eine Planungsqualität für Qualitätsplanung, für die Terminplanung sowie für die Kostenplanung gibt. Gut anwendbare Realisierungspläne, mit welchen die betreffende Forderung (Qualitätsforderung, Terminforderung oder Kostenforderung) erfüllt werden kann, bedeuten eine zufriedenstellende Planungsqualität. Die Planungsqualität bezieht sich also nicht auf die gute Qualität des Produkts selbst, sondern auf die Planungstätigkeiten.
„Planungsqualität gibt es bei allen Planungstätigkeiten. Sie ist zu unterscheiden von Qualitätsplanung.“

### Realisierungsphase
Die Realisierungsphase, welche im Gedankenmodell zeitlich an die Planungsphase anschließt, beschreibt die Lenkungsqualität (auch „Realisierungsqualität“) der Realisierungstätigkeiten, in Bezug auf die Qualitätsanforderungen, welche an die Realisierung gestellt sind. Somit gibt es wiederum eine Lenkungsqualität der Kostenlenkung, der Terminlenkung sowie der Qualitätslenkung.
„Lenkungsqualität gibt es bei allen Lenkungstätigkeiten. Sie ist zu unterscheiden von Qualitätslenkung.“

### Nutzungsphase
Die Nutzungsphase beschreibt die obere Hälfte des QTK-Kreises. Auch hier gilt, dass die Tätigkeiten und Prozesse die Qualitätsanforderungen an sie (Tätigkeiten und Prozesse) erfüllen sollen. Dies gilt für alle drei Komponenten (Kosten, Termine und Qualität des nun in Nutzung befindlichen Endprodukts). Wiederum kann von einer Planungs- sowie Lenkungsqualität gesprochen werden. Diese sollen in allen drei Komponenten des QTK-Kreises zu zufriedenstellenden Tätigkeitsabläufen führen. Beispielsweise kann ein Instandhaltungsplan mit seinen Termin- und Kostenplänen, zum Beispiel für eine Fertigungsmaschine oder ein Nutzfahrzeug, erstellt werden. In der Nutzungsphase zielt die qualitätsbezogene Komponente hierbei in erster Linie auf die Zuverlässigkeit des Angebotsproduktes ab.
Häufig wird angenommen, dass es die Nutzungsphase lediglich für materielle Produkte gäbe und diese lange Zeit andauern würde.
Diese Auffassung ist allerdings unrichtig. Die Nutzungsphase des Angebotsproduktes kann je nach Anforderungen (Nutzungsart, Nutzungsdauer, Produktqualität) sehr stark schwanken, weshalb keine Aussagen über die Nutzungsdauer gemacht werden kann.

### Die Prüfungsphase
Die Prüfungsphase umschließt das komplette Gedankenmodell.
Ganz allgemein gilt „Prüfung ist das Feststellen, inwieweit eine Einheit eine Forderung erfüllt.“ So ist es enorm wichtig, dass in jeder Phase eine Prüfung des jeweiligen Elementes durchgeführt wird. Ob es sich hierbei um eine Qualitätsprüfung, eine Terminprüfung oder eine Kostenprüfung handelt, kommt auf die jeweilige Forderung an. Das Ergebnis der Prüfung kann zufriedenstellend oder schlecht sein. Somit gibt es auch hier, wie bei den Planungs- und Lenkungstätigkeiten, eine Prüfungsqualität.
„Prüfungsqualität gibt es bei allen Prüfungstätigkeiten. Sie ist zu unterscheiden von Qualitätsprüfung.“
Ein häufiger Fehler in der Umsetzung der Prüfungsphase ist es, dass man die Tätigkeit bzw. den Prozess nicht selbst prüft, sondern lediglich anhand des Ergebnisses beurteilt. Beispielsweise wertet man bei einer (Schul-)Prüfung meistens nur das Ergebnis der Aufgabe, jedoch nicht die Bearbeitung selbst. An die Tätigkeiten werden anderen Forderungen gestellt als an das Ergebnis, deshalb würde eine reine Prüfung der Ergebnisse im QTK-Kreis zur Verfälschung, der an das Angebotsprodukt gestellte Anforderungen, führen.
Anzustreben ist eine synchrone Prüfung und Beurteilung der Tätigkeiten mit ihrem Ablauf. Dadurch kann die Planungsqualität des Planes, die Lenkungsqualität der Realisierungslenkung oder die Prüfungsqualität einer Prüfung festgestellt werden.

### Doppelte Bedeutung der einzelnen Kreise Q, T und K
- Gemeinsam: Die Kreise stellen gemeinsam die untrennbaren Elemente für die ein und derselben Tätigkeit dar. Untrennbar, da jede Tätigkeit einer Qualitätsforderung, einer Terminforderung als auch einer Kostenforderung unterliegt.
- Getrennt: Die Kreise stellen getrennt die vielen spezialisierten Tätigkeiten dar, die von unterschiedlichen Menschen und Maschinen in der Organisation durchgeführt werden, seien es Fachleute der Kostenrechnung, der Termin- oder Qualitätsprüfung. Diese Ergebnisse führen zum Angebotsprodukt und seiner Lieferung.[3]

## Schnittstellen
Drei Schnittstellen im QTK-Kreis sind besonders von Bedeutung.
Die erste Schnittstelle befindet sich zwischen dem Abnehmer (Kunde, Auftraggeber) und dem Lieferanten/Produzent vor dem Planungsbeginn. Dort wird über den Produktwunsch im Hinblick auf die Qualitäts-, Termin- und Kostenanforderungen des Produktes diskutiert.
Die zweite Schnittstelle befindet sich zwischen der Planungs- und Realisierungsphase. Dort wird die theoretische Planung umgesetzt. Q, T und K werden realisiert. Die meisten Fehler passieren an dieser Schnittstelle aufgrund von falscher Informationsweiterleitung und einer fehlerhaften oder unzureichenden Planung.
Die dritte Schnittstelle befindet sich zwischen der Realisierungs- und Nutzungsphase. Diese Phase wird als „Gefahrübergang“ bezeichnet, da es ein sehr entscheidender Moment für den Lieferanten/Produzenten darstellt. Hier wird die Richtigkeit der Planungsphasen kontrolliert und der Kunde bewertet, ob das von ihm gewünschte Produkt seinen Anforderungen entspricht.

## Der Zusammenhang von Führungstätigkeiten und dem QTK-Kreis
Die Führungstätigkeiten sind für den QTK-Kreis von großer Bedeutung. Ohne eine Führungsebene, die den Ablauf der Mitarbeiter und Maschinen regelt, ist eine Umsetzung schwer vorstellbar. Die Führungsaufgaben beziehen sich hierbei selten auf das „fertige“ Angebotsprodukt, sondern regeln den Ablauf in den vielen Zwischenschritten und ermöglichen so eine reibungslose Zusammenarbeit der verschiedenen Tätigkeiten.
Zum Beispiel legt die Führungsebene Regeln für die Durchführung der Qualitätsplanung fest oder erteilt bestimmten Mitarbeitern die Aufgabe der Überwachung. Generell haben die Führungstätigkeiten die Aufgabe Richtlinien festzulegen, damit es eine Übereinstimmung innerhalb der einzelnen Phasen sowie Phasenübergreifend gibt. Zudem soll es tätigkeitsübergreifend, also unter Berücksichtigung von Qualität, Termine und Kosten, zu einer Übereinstimmung kommen. Dies Bedarf viel Planung, weshalb auch die Führungstätigkeiten einer Planungsqualität benötigen. Diese wird auch als „Planungsqualität höherer Ordnung“ bezeichnet.
Die Führungstätigkeiten sind trotz ihrer wichtigen Bedeutung nicht im QTK-Kreis integriert, da sie sich nicht unmittelbar auf das Angebotsprodukt beziehen und deshalb keine Tätigkeit darstellen. Sie wirken von außen auf den QTK-Kreis ein und werden als TM-Führungselement, KM-Führungselement und QM-Führungselement bezeichnet. In den Führungstätigkeiten sind alle Hierarchieebenen berücksichtigt bis hin zur obersten Leitung und sie gelten für alle Komponenten des Kreises.
Allerdings: Die Ergebnisse der Führungstätigkeiten beschreiben oft eine Forderung an eine Tätigkeit, welche im QTK-Kreis abläuft. Beispielsweise gibt die oberste Leitung eine Preisgrenze an die Planungsphase weiter. Diese Preisgrenze hat sich durch die Marktentwicklung ergeben. Demnach hat die Planungsphase nun die Forderung sich an die, von der Führungsebene gegebene, Grenze zu halten und diese zu realisieren. Das Ergebnis der Führungstätigkeiten und der daraus entstehenden Prozessen wird häufig als „Output“ bezeichnet.

## Kritik am QTK-Kreis
Ein Nachteil des QTK-Kreises ist es, dass er keine konkrete Auftragsabwicklung widerspiegelt. Die einzelnen konkreten Tätigkeiten werden nicht angegeben. Das Ineinandergreifen der ablaufenden Prozesse wird nicht dargestellt.
Beispiel: Bei einer Wiederholfertigung sind keine komplette Qualitätsplanung und meist auch keine erneute Kostenplanung nötig. Prinzipiell-gedanklich gilt der Kreis dennoch, samt den Planungsphasen.
Des Weiteren ist zu erwähnen, dass im Gedankenmodell die einzelnen Kreise alle gleichzeitig stattfinden. In der Realität ist dies allerdings häufig nicht der Fall. Beispielsweise findet die Terminplanung nicht während der kompletten Planungsphase statt.
Ungeachtet der Kritik ist es wichtig zu erwähnen, dass der QTK-Kreis beispielsweise trotz neuer Technologien bzw. Entwicklungen, geänderter Forderungen des Kunden, aber auch wegen neuer rechtlicher Gesichtspunkte unveränderbar anwendbar bleibt. Des Weiteren zeigt der QTK-Kreis, dass das Qualitätsmanagement nicht nur in einer einzelnen Abteilung stattfindet, sondern Abteilungsübergreifend wirkt.
Diese Erkenntnisse tragen eine große Rolle und zeigen, dass der QTK-Kreis einen universellen Charakter im Managementdenken besitzt.